# 瓦尔达利耶尔
瓦尔达利耶尔（法語：Valdallière，法語發音：[valdaljɛʁ]）是法国卡尔瓦多斯省的一个市镇，属于维尔区。该市镇于2016年由原市镇瓦西、贝尼耶尔勒帕特里、比尔西、谢讷多莱、勒代塞尔、埃特里、蒙尚、皮埃尔、普雷勒、拉罗克、吕利、圣夏尔德佩尔西、勒泰伊博卡日和维耶苏瓦合并而成，行政中心位于瓦西。

## 地名
该地名“Valdallière”为“Val d'Allière”的连写，意为“阿利耶尔河谷”。

## 地理
瓦尔达利耶尔（48°51'9"N, 0°40'34"W）面积157.94 平方千米，位于法国诺曼底大区卡爾瓦多斯省，该省份为法国西北部沿海省份，北濒大西洋英吉利海峡，东北与滨海塞纳省以海上边界相接，东临厄尔省，南至奧恩省，西与芒什省接壤。
与瓦尔达利耶尔接壤的市镇（或旧市镇、城区）包括：苏勒夫尔昂博卡日、泰尔德德吕昂斯、诺曼底地区孔代、蒙西、蒙瑟克雷-克莱尔富热尔、圣康坦莱沙尔多内、维尔诺曼底。
瓦尔达利耶尔的时区为UTC+01:00、UTC+02:00（夏令时）。

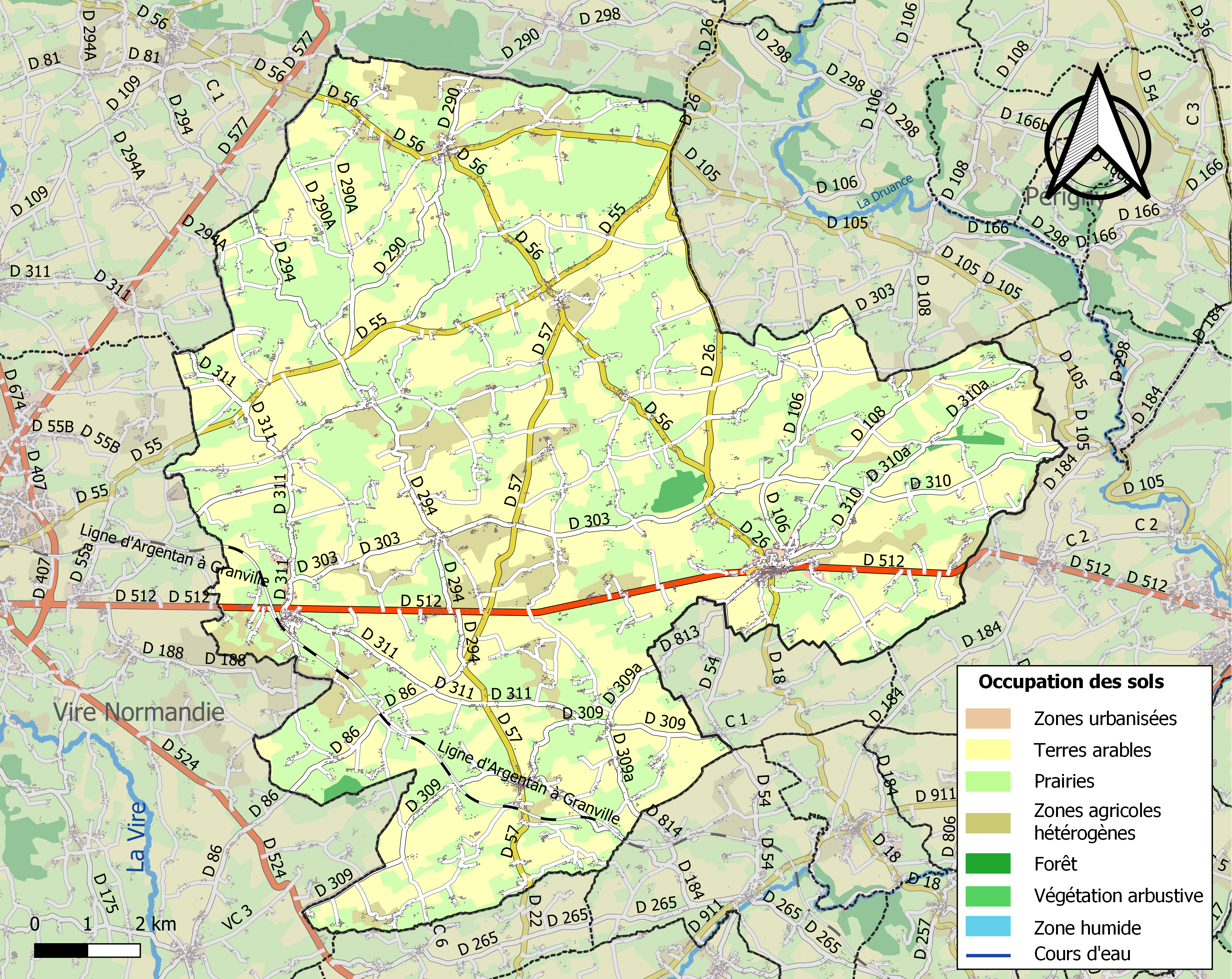
瓦尔达利耶尔的OSM定位图

## 行政
瓦尔达利耶尔的邮政编码为，INSEE市镇编码为14726。

## 政治
瓦尔达利耶尔所属的省级选区为诺曼底地区孔代县。

## 人口
瓦尔达利耶尔于2022年1月1日时的人口数量为5692人。